# KamAZ-43114
KamAZ-43114 (ロシア語: КамАЗ-43114) は、ロシアが開発した全輪駆動トラックである。

## 歴史
1991年にKamAZ-4310の後継として開発されたKamAZ-43114は1995年から製造が開始された。 エンジン出力は220馬力から240馬力へ強化されたが、最大積載量はKamAZ-4310と同じ6tから変更されなかった。車両そのものの重量は約1t増加した。
2008年からはKamAZ-5350が生産されており、KamAZ-43114の生産は大きく縮小した。 後継車両にはKamAZ-43118が存在するが、軍では採用されなかった。

## 派生型
KamAZ-43114
1995年から生産されている基本型
KamAZ-43115
最大積載量が7tのタイプ
TZ-7-43114
航空機燃料用のタンクローリーで容量は7000L
NefAZ-4208
人員輸送型で、幌ではなくコンテナが搭載されている。
AP-2 (43114)
消防車型
ARS-14K / ARS-14km
自走給油車両

## 写真

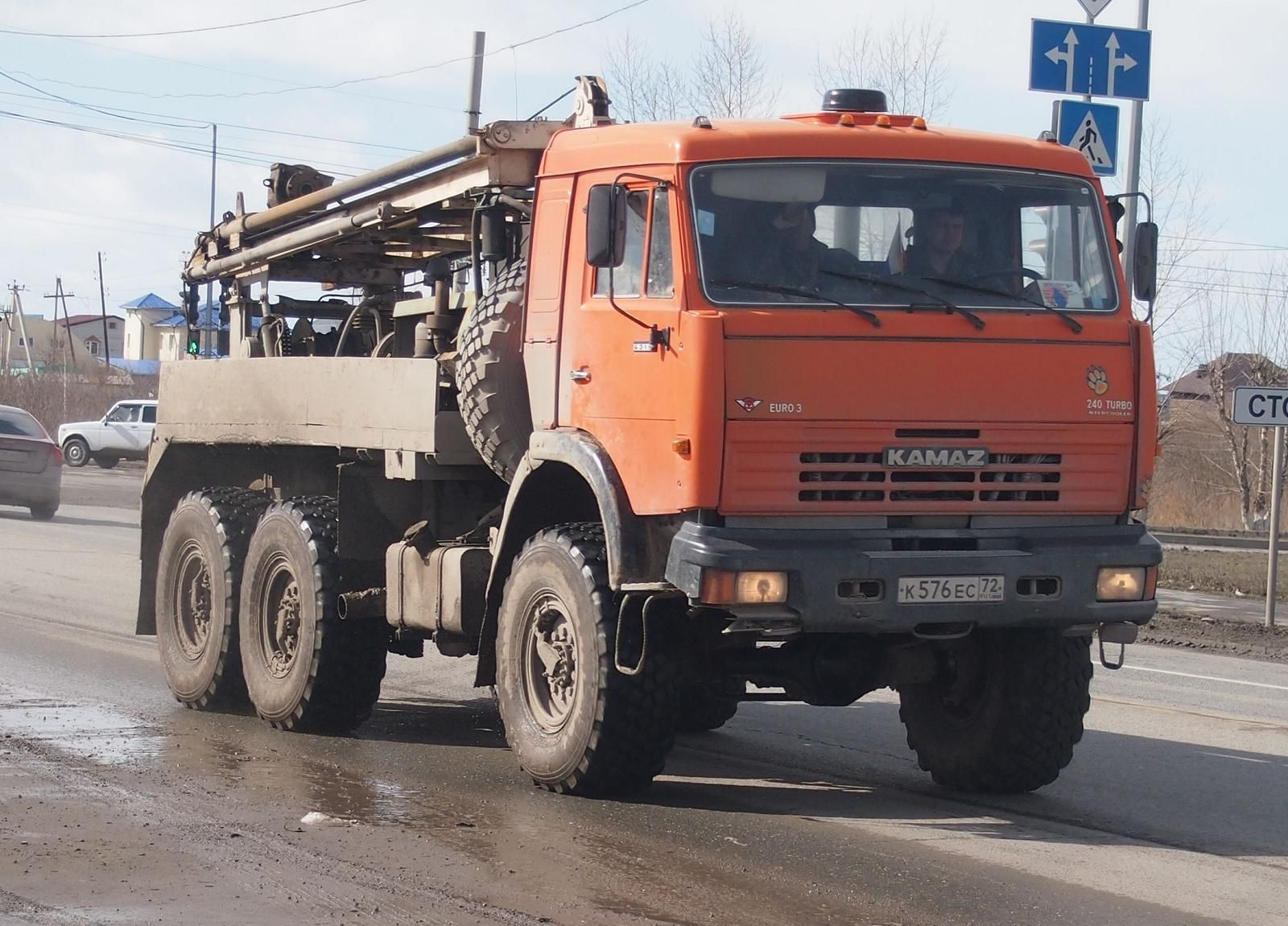
チュメニのKamAZ-43114(PBU-2掘削リグ搭載型)  (2014年)
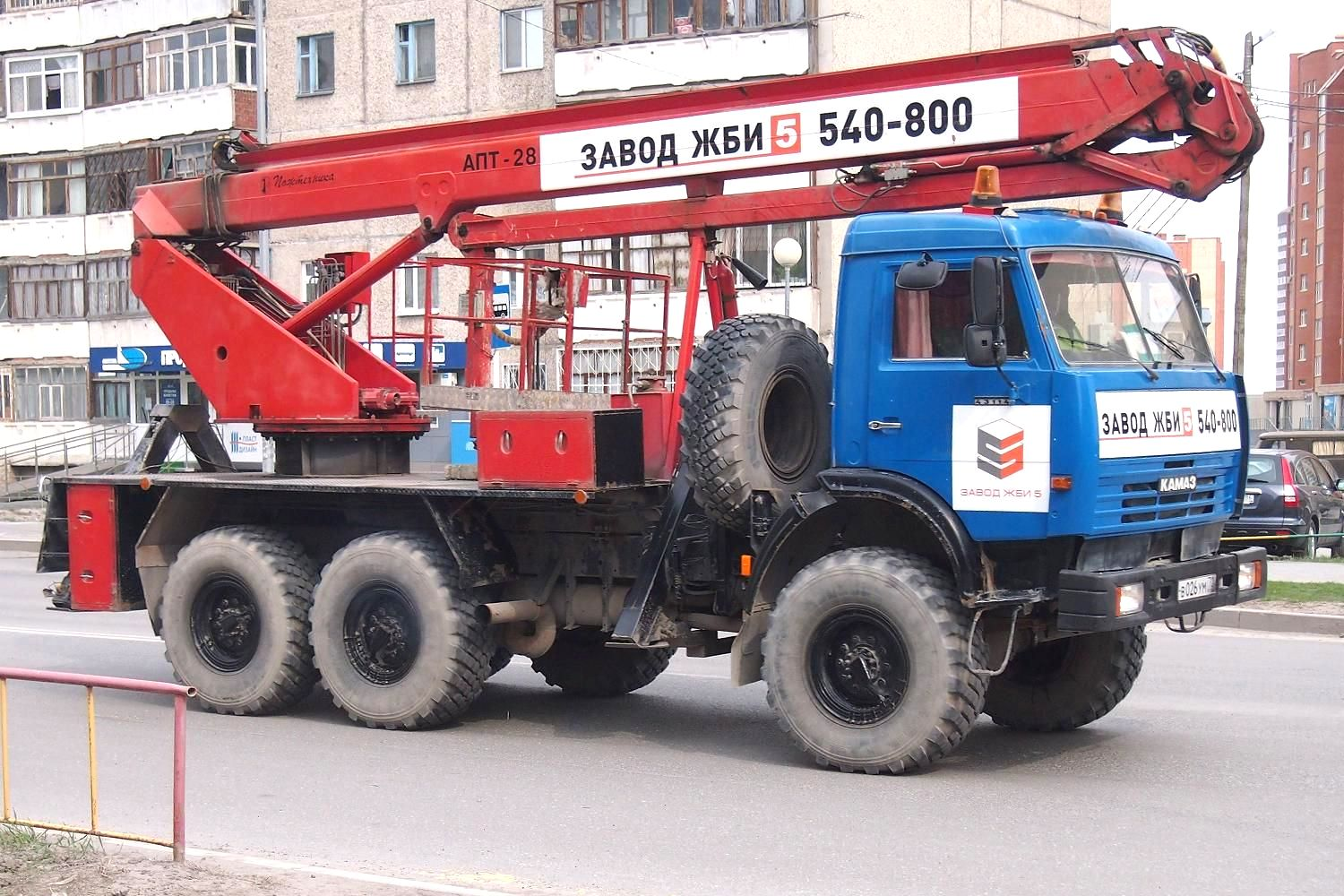
チュメニのKamAZ-43114(高所作業車) (2014年)
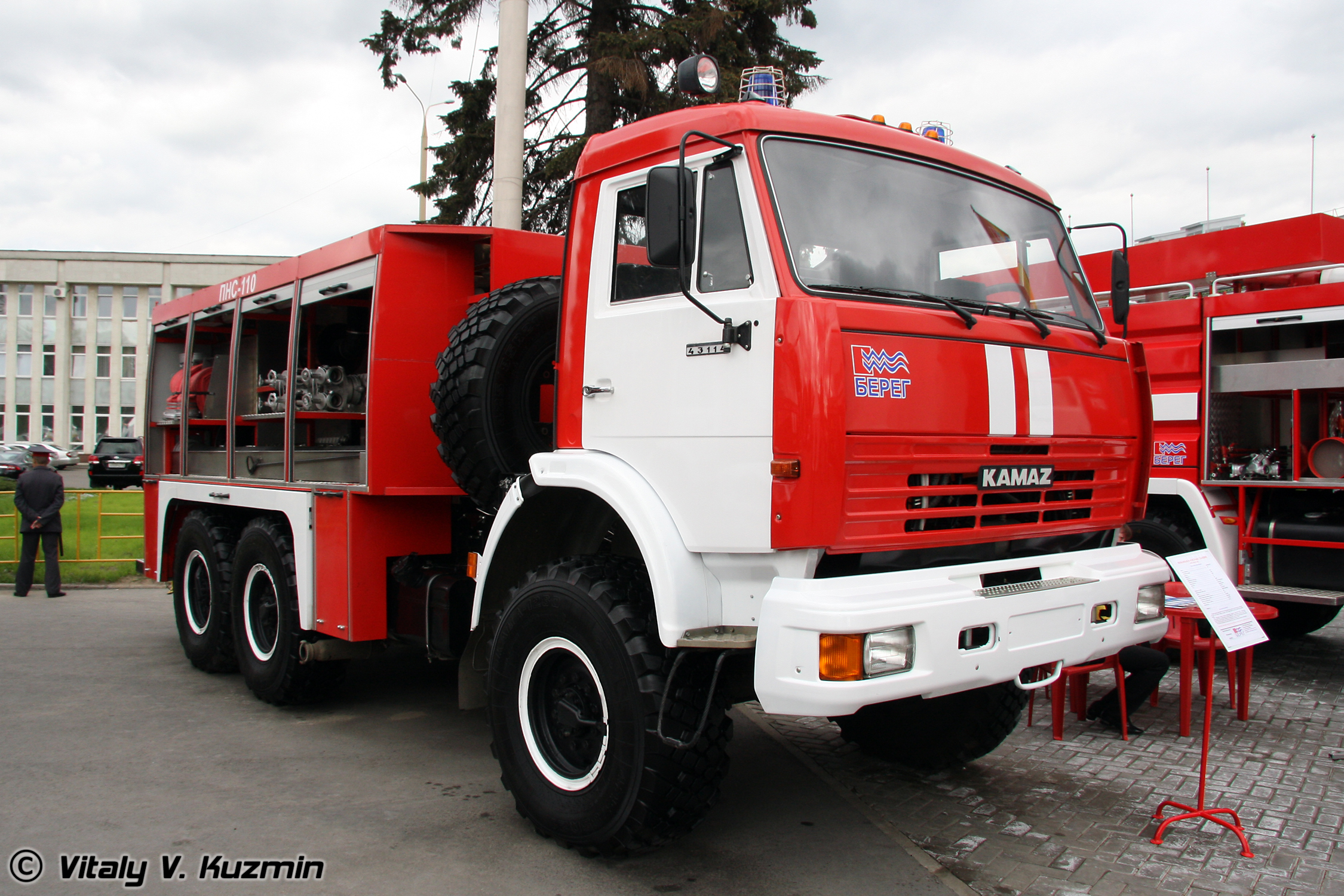
消防車型 (2009年)
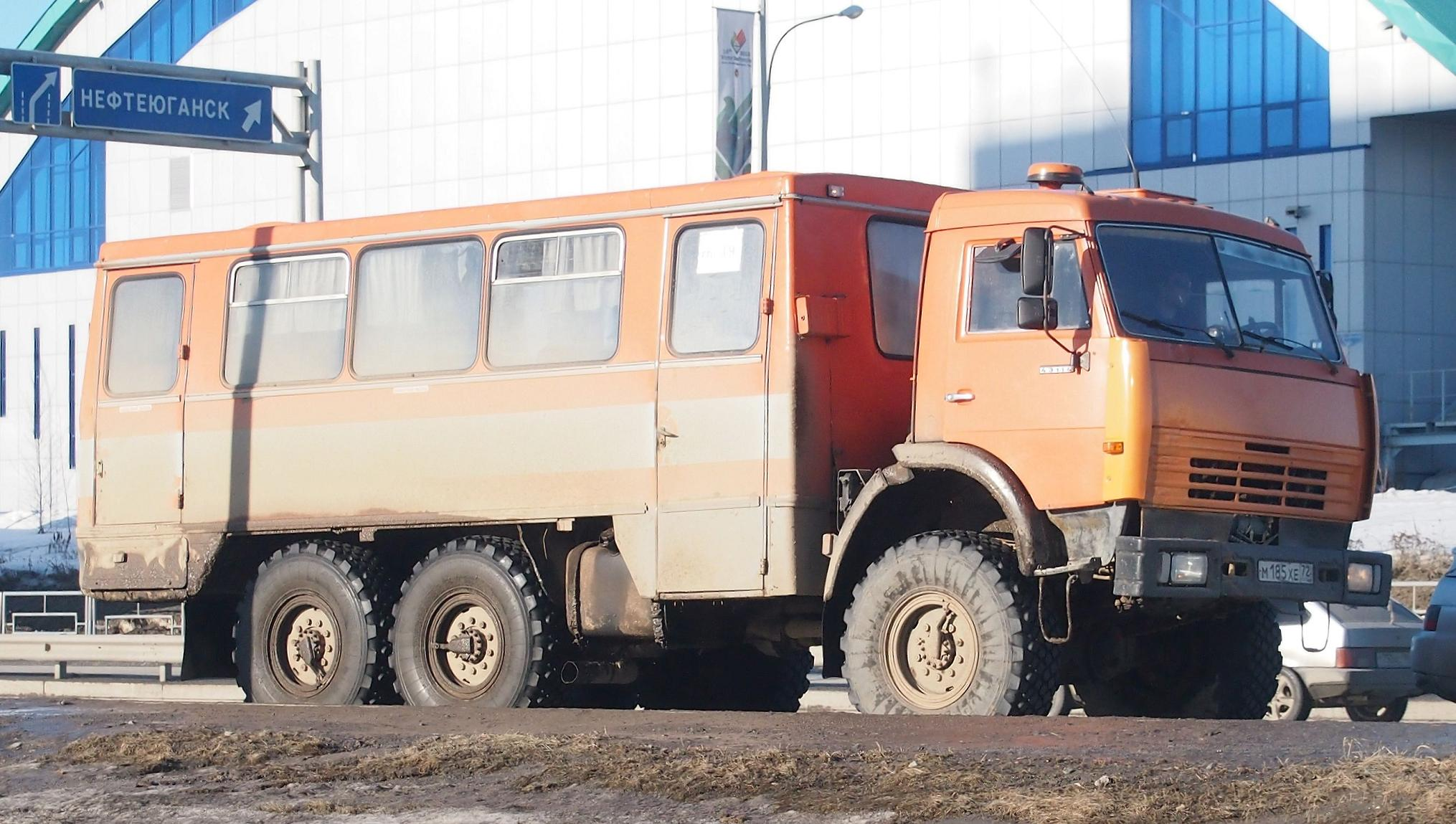
ハンティ・マンシースクのNefAZ-4208 (2015年)